# Orensberg

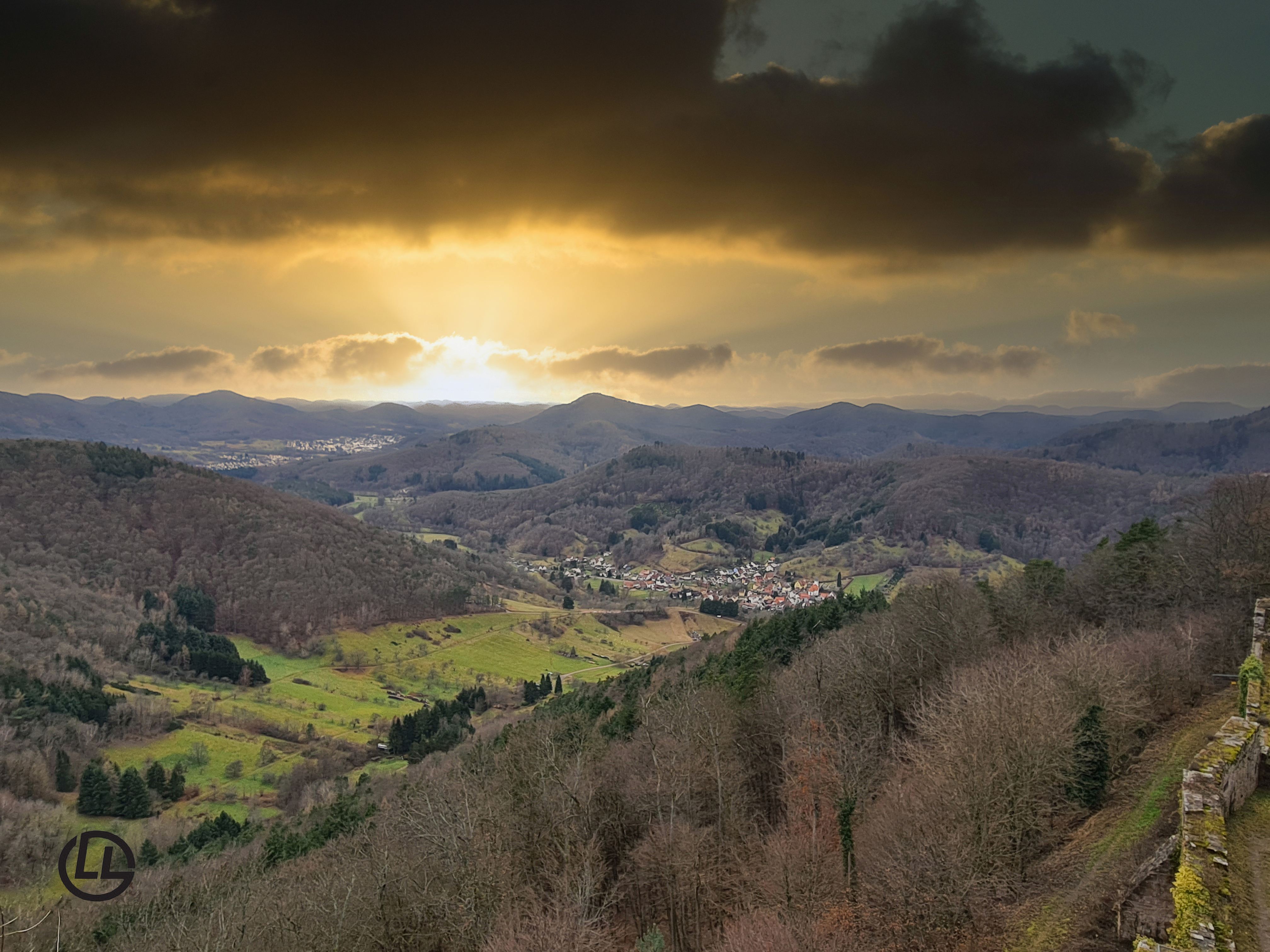
Bergruine Neuscharfeneck. In de buurt van de Orensberg.Ligging

De Orensberg is een heuvel in de Duitse plaats Frankweiler (deelstaat Rijnland-Palts). Het hoogste punt ligt 581,2 m boven zeeniveau. 

## Ligging
De top van de Orensberg, die in het natuurpark Pfalzenwoud ligt, ligt in het boslandgoed van Frankweiler, een dorp 2,8 kilometer naar het zuidoosten. De noordelijke hellingen van de heuvel maken deel uit van de bossen van Böchingen, een nederzetting 4,7 km oost-zuidoost. Hogere bergen en heuvels in de buurt zijn de Roßberg (637,0 m), 2 km naar het noorden, en de Teufelsberg (597,6 m), 2,1 km (beide hemelsbreed) naar het noordoosten. Langs de Orensberg stromen drie riviertjes: de Dernbach naar het westen, de Queich naar het zuiden en de Hainbach naar het oosten.

## Geschiedenis

### Naam
De Orensberg heette vroeger de Urlesberg. Dit is afgeleid van het Oudhoogduitse woord Urlaß, dat "weideberg" betekent.

### Opgravingen
Op de Orensberg zijn overblijfselen gevonden van nederzettingen uit de vroege middeleeuwen. Hierdoor vinden er onder leiding van Jochen Braselmann een aantal jaren archeologisch onderzoek plaats. Er werden proefopgravingen uitgevoerd en verschillende werksloten, de zogenaamde mardelles, geopend. De vondsten omvatten vuurstenen pijlpunten uit de nieuwe steentijd, evenals aardewerk uit de vroege middeleeuwen. Daarnaast werd de voormalige ingang in het interieur van de cirkelvormige wal blootgelegd.

### Ronde wal of ringwerk
Tegenwoordig is er weinig meer te zien van de ingestorte stenen muur die ooit de cirkelvormige wal vormde. De wal is ongeveer twee en een halve kilometer lang en omsluit een gebied van ongeveer 15 hectare. Vroege wetenschappelijke beoordelingen gaven aan dat het van Keltische oorsprong zou kunnen zijn en dat het werd gedateerd in de periode rond 500 voor Christus. In de tussentijd is aangetoond dat het eigenlijk de overblijfselen zijn van een Karolingisch toevluchtskasteel, dat werd gebouwd in de 8e eeuw. Dit bewijs kwam uit een dendrochronologisch onderzoek van een stuk van een uitgegraven houten balk.

### Opferschale
De zogenaamde Opferschale ("offer- of offerschaal") op een van de rotsen is een holte in de Bunter-zandsteen, die is gevormd door de erosie van rotslagen (Karlstal-bedden, bovenste rotszone met balrotshorizon ) van verschillende hardheid en die sporen van menselijke activiteit draagt. Dit type kenmerk is gebruikelijk in het Paltserwoud en wordt lokaal een Wasserstein ("waterrots") of Suppenschüssel ("soepkom") genoemd. Volgens recenter onderzoek is alleen het zogenaamde "bloedkanaal" (Blutrinne) door mensenhanden toegevoegd. Het is niet mogelijk om de werking te dateren, maar ze zijn geclassificeerd naar de Keltische periode.